# Cyclosa curiraba
Cyclosa curiraba är en spindelart som beskrevs av Levi 1999. Cyclosa curiraba ingår i släktet Cyclosa och familjen hjulspindlar.
Artens utbredningsområde är Bolivia. Inga underarter finns listade i Catalogue of Life.